# 激进左翼党
激进左翼党是塞尔维亚的一个左翼政党。激进左翼党於2020年9月自社會民主聯盟改組而成，在国民议会中没有席次，而且未曾参加国会选举。

## 歷史

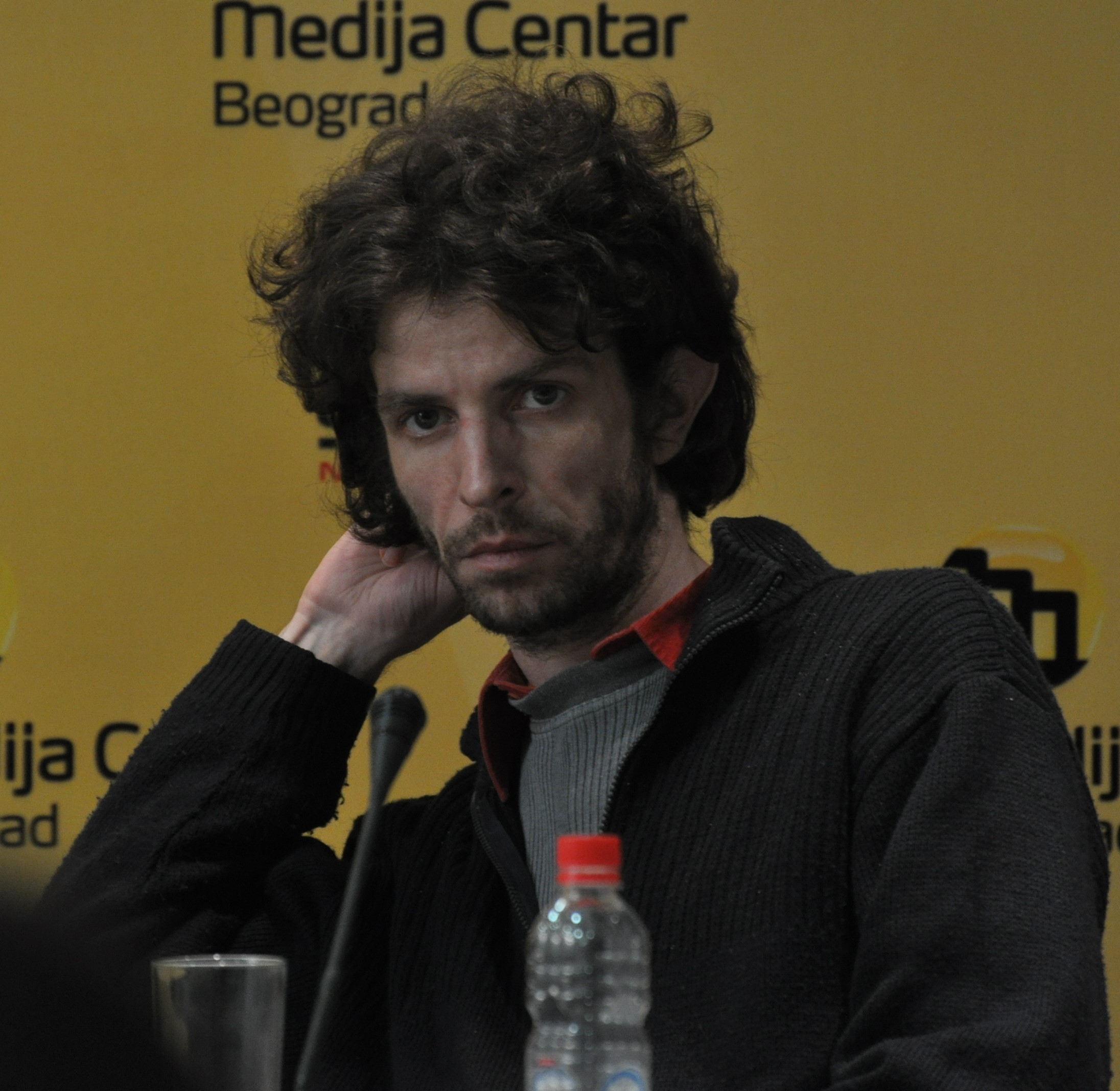
伊万·兹拉蒂奇是激进左翼党的創黨人之一，此前兹拉蒂奇亦曾領導激进左翼党的前身社會民主聯盟

激进左翼党早於2019年11月公告將會成立，然而因為技术困难與社會民主聯盟内部的意识形态分歧而数度推迟。社會民主聯盟在第十二次代表大会上通过新党纲與章程，並將党名更改为“激进左翼党”。激进左翼党的创党人包括政治活动家、末任社會民主聯盟主席伊万·兹拉蒂奇與社会学家、贝尔格莱德大学教授约沃·巴基奇。社會民主聯盟第十二次代表大会标志着2018年中各议会外左翼组织应社會民主聯盟的邀请联合參與议会斗争的进程的结束。塞尔维亚各左翼组织與来自贝尔格莱德、诺维萨德的学生於2019年至2020年倡议继续开展联合行动，反对暴力驱逐，並反对建设小型水电站。激进左翼党於2020年9月的代表大会上选举新的党領導層。
巴基奇於2021年3月因發表與激进左翼党党纲不合的言論而脫離激进左翼党。激进左翼党於2022年表示支持罗姆党參與當年的大選。激进左翼党的年輕成員於2024年5月25日前南斯拉夫青年節當日與其他左翼青年活動家共同成立工人青年（Radnička omladina）。工人青年自認為是塞爾維亞自現實社會主義倒台後首個反資本主義青年組織。工人青年在參與反對澳大利亚力拓集團的抗議活動時首次成為媒體焦點，當時工人青年的成員舉著寫有“一塊礦都不給欧洲联盟佔領者！力拓撤出塞爾維亞！”（„Ni grumen rude EU okupatoru! Rio Tinto marš iz Srbije!“）的橫幅，以向公眾表示塞爾維亞的锂礦開採項目由歐洲聯盟直接資助。

## 意識形態
激进左翼党是一个左翼政党，支持民主社会主义與反資本主義。外界亦將激进左翼党描述为左翼民粹主義政黨。激进左翼党是由塞尔维亚工人、工会成员、失業者與学生共同发起的政治倡议，並与其前身社會民主聯盟一样自视为歷史上的左翼政黨、由德米特里耶·图措维奇领导的塞爾維亞社會民主黨与南斯拉夫反法西斯抵抗运动的道德与意识形态继承者。激进左翼党表示将致力建立公正的经济体系，保护人权与劳工权利，保障每个社会成员的生存安全，建立一个以平等、团结、自由、民主、国际主义、反帝國主義、反民族主義与反法西斯主義为基础的社会主义世俗共和国，將人民置於利润之上，並保证提供免费医疗与免費教育，保障性別平等与保障少数民族权利。激进左翼党一直将自己标榜为自2012年起一直执政的塞尔维亚前进党政权的最强烈反对派。激进左翼党的代表与Marks21等塞尔维亚的一些小型左翼组织与政治倡议、克罗地亚的新左翼、工人阵线、斯洛文尼亚的左翼党等邻国的左翼政党与GUE/NGL 、进步国际、亚尼斯·瓦鲁法基斯的欧洲民主运动2025等其他欧洲左翼政党保持合作關係。